# Öja kyrka, Skåne

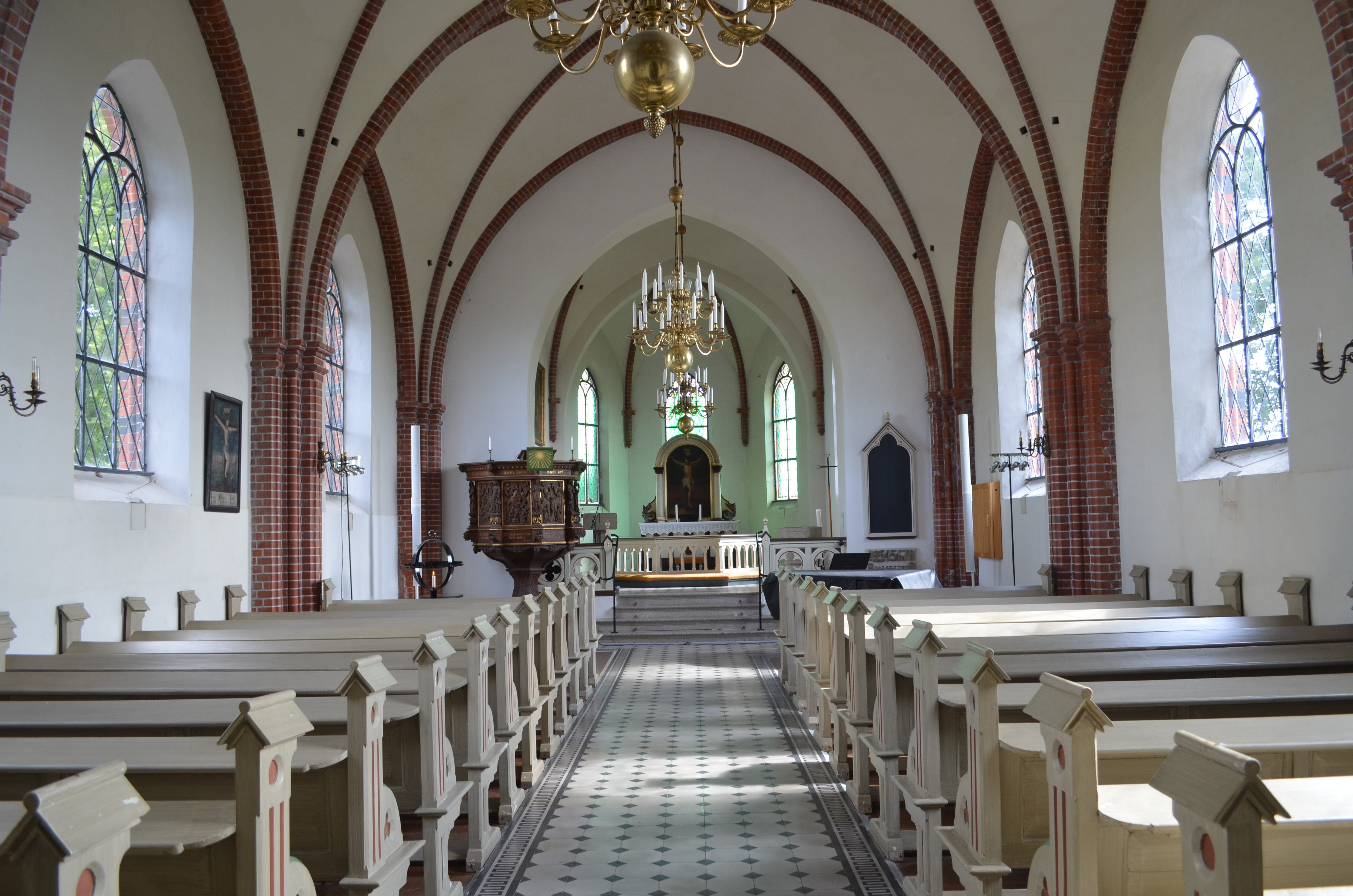
Öja kyrkas kykosal

Öja kyrka är en kyrkobyggnad i Öja, norr om Ystad. Den tillhör Stora Köpinge församling i Lunds stift. Den har alltsedan kristendomens införande varit sockenkyrka inom Öja socken.

## Kyrkobyggnaden
Öja kyrka byggdes 1895 och ersatte då en tidigare medeltida kyrka, som hade kalkmålningar utförda av Sölvesborgsmästaren. Under 2008 renoverades kyrkan då man bland annat lade ett nytt skiffertak.

## Inventarier
Kyrkans inventarier är överflyttade från den gamla kyrkan. Dopfunten är från 1100-talet och predikstolen från 1600-talet. Den lilla kyrkklockan göts 1498 och den stora 1599.

### Orgel
- 1846 byggde Anders Larsson en orgel med 5 stämmor.
- 1922 köpte man in ett harmonium.
- Den nuvarande orgeln byggdes 1963 av Frederiksborgs Orgelbyggeri, Hilleröd, Danmark och är en mekanisk orgel.

| Manual       | Pedal   |
| Gedackt 8'   | Bihängd |
| Principal 4' |         |
| Rörflöjt 4'  |         |
| Gemshorn 2'  |         |
| Mixtur III   |         |